# Obskuria
Obskuria ist eine Krautrock-Band, die sich anlässlich des „Trip in Time“-Festivals in Mannheim als Sessiongruppe bildete. Tom Brehm (Gitarre), Winnie Rimbach-Sator (Keyboard), Carlos Vidal (Bass), Enrique de Vinetas (Schlagzeug) und Xtian Abugattas (Effekte) spielten das fast 80-minütige Album Discovery of Obskuria ein, auf der sie Coverversionen wie Metallicas For Whom the Bell Tolls mit meist improvisierten Eigenkompositionen mixten. Drei Jahre später erschien der Nachfolger Burning Sea of Green. Der Stil der Gruppe wird als „Mischung zwischen Space Rock, Krautrock, Psychedelic und Rock ’n’ Roll“ beschrieben.

## Diskografie
- 2007: Discovery of Obskuria (World in Sound)
- 2010: Burning Sea of Green (World in Sound)[1]